# Miguel Obando y Bravo
Miguel kardinál Obando y Bravo (2. února 1926 La Libertad – 3. června 2018 Managua) byl nikaragujský římskokatolický kněz, arcibiskup Managuy, kardinál, obránce lidských práv.

## Životopis
Vstoupil do kongregace salesiánů, prošel formací v salesiánských domech v Salvadoru, Guatemale, Kolumbii a Venezuele. Kněžské svěcení přijal 10. srpna 1958. Působil jako vyučující v salesiánských školách, byl v nich také prefektem a rektorem. V letech 1962 až 1968 byl členem provinciální rady kongregace ve Střední Americe a v roce 1965 delegátem na generální kapitule salesiánů v Římě. V lednu 1968 byl jmenován pomocným biskupem diecéze Matagulpa, biskupské svěcení přijal 31. března téhož roku. Dne 16. února 1970 ho papež Pavel VI. jmenoval arcibiskupem Managuy. Řadu let stál v čele Nikaragujské biskupské konference. Angažoval se v obraně lidských práv během somozovské diktatury i následné vlády sandinistů v Nikaragui. V roce 1979 obdržel Cenu Bruna Kreiského za mír a svobodu.
Na konzistoři 25. května 1985 ho papež Jan Pavel II. jmenoval kardinálem. Přijetí jeho rezignace na funkci arcibiskupa Managuy 1. dubna 2005 byl jeden z posledních činů Jana Pavla II. před smrtí. Jeho nástupcem se stal Leopoldo José Brenes Solórzano.

## Vyznamenání
- velkokříž Řádu Francisca de Mirandy – Venezuela, 1981
- velkokříž Řádu Isabely Katolické – Španělsko, 1992
- velkostuha Řádu zářící hvězdy – Tchaj-wan, 1995
- velkokříž Záslužného řádu Spolkové republiky Německo – Německo, 1996